# Lest We Forget
Lest We Forget:The Best of е компилация на американската шок алтърнатив индъстриъл група Мерилин Менсън и събира на едно място едни от най-големите им хитове от Portrait of an American Family до The Golden Age of Grotesque включително. За да промоцира новия албум по-успешно Менсън прави кавър на песента "Personal Jesus" на Depeche Mode, която до една степен е приета с известна критика, най-вече от почитателите на английската ню-уейв група.
Обложката на албума представлява една от картините на Менсън озаглавена "Experience is The Mistress of Fools", а книжката към диска и вътрешните обложки включват стари фотосесии и нови снимки, подсказващи бъдещето творческо развитие на Менсън. Някои издания на компилацията включват и ДВД с почти пълната им видеография, а в някои райони на света допълнителния диск съдържа и абсолютно нецензурираната версия на клипа на (s)AINT, който поради своята скандалност никога не вижда официално бял свят.
Източници твърдят, че Мерилин Менсън е споделял, че за него тази компилация е краят на неговата музикална кариера и групата, носеща неговото име, а оттук насетне ще се занимава с други свои любими занимания като рисуване, режисура и творческо писане.

## Песни
|    | Заглавие                                                           |      | Албум                                            | Година на издаване на песента |
| -- | ------------------------------------------------------------------ | ---- | ------------------------------------------------ | ----------------------------- |
| 1  | "The Love Song"                                                    | 3:05 | Holy Wood (In the Shadow of the Valley of Death) | 2000                          |
| 2  | "Personal Jesus"                                                   | 4:06 | нова песен                                       | 2004                          |
| 3  | "mOBSCENE"                                                         | 3:26 | The Golden Age of Grotesque                      | 2003                          |
| 4  | "The Fight Song"                                                   | 2:57 | Holy Wood (In the Shadow of the Valley of Death) | 2001                          |
| 5  | "Tainted Love"                                                     | 3:20 | The Golden Age of Grotesque                      | 2002                          |
| 6  | "The Dope Show"                                                    | 3:40 | Mechanical Animals                               | 1998                          |
| 7  | "This Is The New Shit"                                             | 4:20 | The Golden Age of Grotesque                      | 1990                          |
| 8  | "Disposable Teens"                                                 | 3:04 | Holy Wood (In the Shadow of the Valley of Death) | 2000                          |
| 9  | "Sweet Dreams (are made of this)"                                  | 4:51 | Smells Like Children                             | 1996                          |
| 10 | "Lunchbox"                                                         | 4:35 | Portrait of an American Family                   | 1995                          |
| 11 | "Tourniquet"                                                       | 4:44 | Antichrist Superstar                             | 1997                          |
| 12 | "Rock is Dead"                                                     | 3:09 | Mechanical Animals                               | 1999                          |
| 13 | "Get Your Gunn"                                                    | 3:18 | Portrait of an American Family                   | 1994                          |
| 14 | "The Nobodies"                                                     | 3:35 | Holy Wood (In the Shadow of the Valley of Death) | 2001                          |
| 15 | "Long Hard Road Out of Hell"                                       | 4:21 | Spawn OST                                        | 1997                          |
| 16 | "The Beautiful People"                                             | 3:42 | Antichrist Superstar                             | 1996                          |
| 17 | "The Reflecting God"                                               | 5:36 | Antichrist Superstar                             | 1996                          |
| 18 | "(s)AINT" (бонус навсякъде освен САЩ)                              | 3:45 | The Golden Age of Grotesque                      | 2004                          |
| 19 | "Irresponsible Hate Anthem" (бонус във Великобритания и Австралия) | 4:17 | Antichrist Superstar                             | 1996                          |
| 20 | "Coma White" (бонус в Япония)                                      | 5:38 | Mechanical Animals                               | 1999                          |

### Бонус диск за Япония
Бонус дискът към делукс изданието на компилацията в Япония включва следните песни:
1. Next Motherfucker (Remix) – 4:47
2. The Not So Beautiful People – 6:11
3. The Horrible People – 5:13
4. Tourniquet (Prosthetic Dance Mix) – 4:10
5. I Don't Like the Drugs (But the Drugs Like Me) (Danny Saber Remix) – 5:18
6. Working Class Hero – 3:39
7. The Fight Song (Slipknot Remix) – 3:50
8. mOBSCENE (Sauerkraut Remix) (Rammstein Mix) – 3:16

## DVD
1. Personal Jesus (не и за американското издание)
2. (s)AINT (не и за американското издание)
3. This Is the New Shit
4. mOBSCENE
5. The Nobodies
6. The Fight Song
7. Disposable Teens
8. Coma White
9. Rock Is Dead
10. I Don't Like the Drugs (But the Drugs Like Me)
11. The Dope Show
12. Long Hard Road Out of Hell
13. Cryptorchid
14. Man That You Fear
15. Tourniquet
16. The Beautiful People
17. Sweet Dreams (are made of this)
18. Dope Hat
19. Lunchbox
20. Get Your Gunn

За пълната видеография на Мерилин Менсън виж тук: Видеография